# Frauenstimmrecht in der Schweiz

Erster Frauenstimmtag in kirchlichen Angelegenheiten 1964 im Kanton Zürich

Das Frauenstimmrecht in der Schweiz (Stimm- und Wahlrecht) auf Bundesebene wurde durch eine eidgenössische Volksabstimmung allein des männlichen Teils der Bevölkerung am 7. Februar 1971 eingeführt. Die Schweiz war somit eines der letzten europäischen Länder, welche ihrer weiblichen Bevölkerung die vollen Bürgerrechte zugestanden. Formell wurde das Frauenwahlrecht am 16. März 1971 in der Schweiz wirksam.
Auf kantonaler Ebene waren 1959 die Waadt und Neuenburg sowie 1960 Genf die ersten Kantone, die das Frauenstimmrecht einführten. Bis zur Einführung in allen Kantonen vergingen allerdings nach der Einführung auf Bundesebene noch weitere zwanzig Jahre: Am 27. November 1990 gab das Bundesgericht einer Klage von Frauen aus dem Kanton Appenzell Innerrhoden Recht und bestätigte damit die Verfassungswidrigkeit der Innerrhoder Kantonsverfassung in diesem Punkt. So führte Appenzell Innerrhoden als letzter Kanton das Stimmrecht für Frauen auf kantonaler Ebene ein, entgegen einem Mehrheitsentscheid der Männer an der Landsgemeinde am 29. April 1990.
Der Hauptgrund für die vergleichsweise späte Umsetzung liegt im politischen System der Schweiz. Vorlagen, welche die Bundes- oder die Kantonsverfassung betreffen, bedürfen zwingend der Zustimmung durch das stimmberechtigte Volk, wogegen das Frauenstimmrecht in den anderen Staaten durch Parlamentsbeschluss verwirklicht werden konnte. Um das Stimmrecht auf den verschiedenen Ebenen einführen zu können, bedurfte es damit jeweils der Mehrheit der stimmberechtigten Männer.

## Chronologie

### 18. und 19. Jahrhundert: Erste Frauenorganisationen

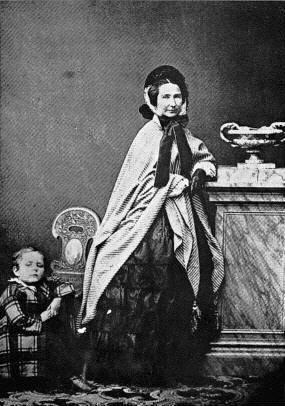
Marie Goegg-Pouchoulin

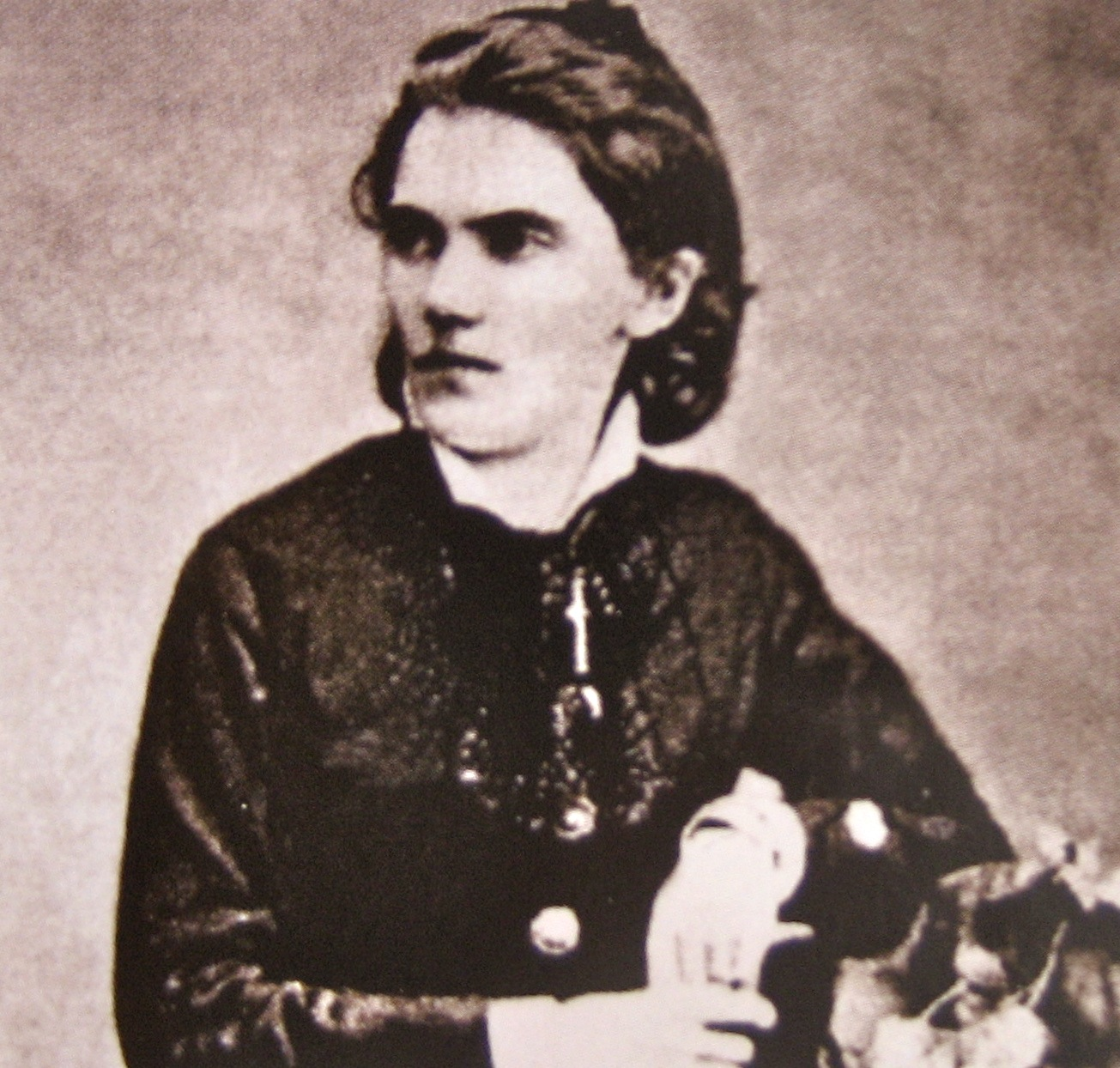
Meta von Salis (um 1895)

Die Französische Revolution von 1789 wurde allgemein als Beginn der Frauenrechtsbewegung angesehen, so auch in der Schweiz. In der ersten Bundesverfassung von 1848 wurde die Rechtsgleichheit erklärt: «Alle Schweizer sind vor dem Gesetze gleich. Es gibt in der Schweiz keine Unterthanenverhältnisse, keine Vorrechte des Orts, der Geburt, der Familie oder Personen.» Frauen wurden nicht erwähnt, weder explizit in diesen Gleichheitsartikel ein- noch ausgeschlossen. In der Gesetzgebung ergab sich jedoch, dass Frauen zu den Männern in ein Untertanenverhältnis gestellt wurden. Gesetze, die ein partielles Frauenstimmrecht auf kommunaler Ebene vorsahen wie im Kanton Bern, wurden im 19. Jahrhundert nach und nach zugunsten des alleinigen Männerstimmrechts revidiert.
In den Jahren von 1860 bis 1874 organisierten sich Schweizer Frauen erstmals zur Schweizer Frauenbewegung. Sie forderten zivilrechtliche und politische Gleichstellung für die geplante erste Revision der Bundesverfassung. Im Jahr 1874 wurde die erste Totalrevision der Bundesverfassung vom Stimmvolk angenommen. Obwohl es im Vorfeld grosse Diskussionen für und gegen die politischen Rechte der Frauen gab, kamen auch in der neuen Verfassung keine Frauen vor.
1886 reichten 139 Frauen unter Führung der Frauenrechtlerin Marie Goegg-Pouchoulin ihre erste Petition an das Parlament ein. Diese Aktion erregte so viel Aufmerksamkeit, dass Anfang des folgenden Jahres die Forderungen der Frauen erstmals den Weg in eine Tageszeitung fanden. In ihrem Artikel Ketzerische Neujahrsgedanken einer Frau in der Züricher Post machte Meta von Salis auf sich und auf die Ansprüche der Frauen aufmerksam. Neben den fehlenden politischen und zivilen Rechten kritisierte sie die bestehende «Ungleichheit vor dem Richter». Im selben Jahr forderte Emilie Kempin-Spyri, die erste Schweizer Juristin, die Zulassung zum Anwaltsberuf und scheiterte vor dem Bundesgericht.
Während des Jahres 1894 bereiste Meta von Salis das Land und hielt in allen grösseren Städten Vorträge zum Thema «Frauenstimmrecht und die Wahl der Frau». Ihre Referate waren schlecht besucht, und an einigen Orten wurde sie ausgepfiffen, sie liess sich davon aber nicht entmutigen. Im selben Jahr fand in Chicago die erste Internationale Frauenausstellung statt, die über die Stellung der Frau in den verschiedenen Ländern informieren sollte.
Zwei Jahre später, 1896, wurde in Genf der Erste Nationale Frauenkongress organisiert. Erstmals wurden die Frauen als einflussreiche Gruppierung ernst genommen, und mehrere männliche Redner riefen sie dazu auf, «Verbündete der Männer zu sein und nicht deren Feindinnen» – und sich doch bitte etwas zurückzuhalten mit ihren Forderungen. Als Folge dieses Kongresses wurde die erste Parlamentarische Kommission mit dem Ziel, die «Frauenfrage» zu untersuchen, gegründet.
Im Jahr 1897 schrieb Carl Hilty seinen Aufsatz zum Frauenstimmrecht:

«Die Freiheit besteht wesentlich darin, dass man an der Gesetzgebung teilnimmt; alles andere ist eine Gewährung von Rechten, die auf dem guten Willen eines Dritten beruht und deshalb eine sehr zweifelhafte Errungenschaft. Wir betrachten also unsererseits das Frauenstimmrecht als den praktischen Kern der Frauenfrage.»

### 1900–1959: Vorstösse und Widerstände
Um die Jahrhundertwende organisierten sich Frauen im ganzen Land und bildeten verschiedene Frauenvereine für sowie gegen das Frauenstimmrecht. Die beiden wichtigsten waren der Bund Schweizerischer Frauenvereine (BSF) unter der Leitung von Helene von Mülinen und der Schweizerische Verband für Frauenstimmrecht (SVF).
In der Evangelisch-reformierten Landeskirche des Kantons Zürich wurde 1905 das passive Wahlrecht auch für Frauen eingeführt, 1909 in der Evangelisch-reformierten Kirche des Kantons Waadt das vollständige kirchliche Frauenstimmrecht. Schon 1891 war das Frauenstimmrecht in der Église Évangélique Libre de Genève eingeführt worden, einer pietistischen Freikirche, die sich 1849 von der Landeskirche abgespalten hatte.
Die wichtigste regionale Vereinigung war die 1907 in Genf gegründete Association genevoise pour le suffrage féminin (Genfer Verein für das Frauenstimmrecht), die federführend bei der Gründung des SVF war. Unter der Leitung ihres Gründers und ersten Präsidenten Auguste de Morsier, einem Ingenieur und Frauenrechtler, war er das einzige männliche Gründungsmitglied des Vereins. 1911 übernahm Émilie Gourd die Präsidentschaft der Genfer Vereinigung und behielt diese bis zu ihrem Tod 1946. Parallel dazu präsidierte sie von 1914 bis 1928 auch den nationalen SVF und gründete 1912 die einflussreiche feministische Zeitschrift Mouvement féministe.
Während des Ersten Weltkrieges kam die Bewegung ins Stocken, weil wichtigere Probleme im Vordergrund standen. Unter anderem leisteten die Frauenverbände die gesamte Sozialfürsorge während des Krieges, da die Schweiz zu diesem Zeitpunkt noch keine Sozialversicherungen kannte.
Beim Landesstreik von 1918 war das Frauenstimmrecht die zweite von neun Forderungen. Im Dezember wurden zwei erste Vorstösse für das Frauenstimmrecht auf eidgenössischer Ebene durch die Nationalräte Herman Greulich (SP) und Emil Göttisheim (FDP) gemacht. In zwei Motionen wurde der Bundesrat aufgefordert, «Bericht und Antrag einzubringen über die verfassungsmässige Verleihung des gleichen Stimmrechts und der gleichen Wählbarkeit an die Schweizerbürgerinnen wie an die Schweizerbürger».
Ein halbes Jahr später, im Juni 1919, reichten 158 Frauenverbände eine Petition ein, um den beiden Motionen mehr Gewicht zu verleihen. In der Folge wurden die Motionen Greulich und Göttisheim vom Nationalrat angenommen und zur Ausführung an den Bundesrat überwiesen. Der zuständige Bundesrat Heinrich Häberlin (FDP) schob die Behandlung jedoch wegen «dringenderer Probleme» auf. 15 Jahre später, 1934, übergab Häberlin das unerledigte Geschäft seinem Nachfolger mit dem Hinweis: «Das Material für das Frauenstimmrecht liegt in der mittleren Schublade rechts Deines Schreibtisches».
In den Jahren ab 1919 fanden in mehreren Kantonen Abstimmungen zur zumindest partiellen Einführung des Frauenstimmrechts auf kantonaler Ebene statt. Die Vorlagen wurden überall mit grossen Mehrheiten abgelehnt, so beispielsweise im Kanton Zürich, wo die Stimmbürger 1923 ein Gesetz verwarfen, das den Frauen das Wahlrecht in Kirchen-, Schul- und Armenpflegen geben wollte. Der Zweite Nationale Frauenkongress von 1921 in Bern verlief ereignislos. Für einmal stand nicht das Frauenstimmrecht, sondern die Berufstätigkeit und Erwerbsarbeit im Vordergrund.
Eine Gruppe von Bernerinnen reichte 1923 eine staatsrechtliche Beschwerde ein. Sie wollten ihr «Stimmrecht in Gemeinde-, Kantons- und Bundesangelegenheiten ausüben», wurden jedoch vom Bundesgericht unter Berufung auf das Gewohnheitsrecht abgelehnt.
Fünf Jahre später, 1928, wendete sich Léonard Jenni mit einer Petition an den Bundesrat und wies darauf hin, dass der Begriff «Stimmbürger» in der deutschen Sprache Menschen beiderlei Geschlechtes beinhalte. Das Gesuch wurde mit folgender Begründung abgelehnt:

«Wenn man nun behauptet, dass der Begriff auch die Schweizer Frauen in sich schliessen sollte, so überschreitet man die Grenzen der zulässigen Interpretation und begeht damit einen Akt, der dem Sinne der Verfassung widerspricht. […] Die Beschränkung des Stimmrechts auf die männlichen Schweizer Bürger ist ein fundamentaler Grundsatz des eidgenössischen öffentlichen Rechts.»

Im Sommer des Jahres fand die Schweizerische Ausstellung für Frauenarbeit (SAFFA) statt. Im Umzug fuhr ein denkwürdiger Wagen mit: eine Schnecke namens «Frauenstimmrecht». Die Organisatorinnen wurden für die Schnecke stark kritisiert, und einige Kritiker sahen diese gar als Zeichen für die politische Unreife der Frauen.
Der SVF lancierte 1929 unter der Leitung von Annie Leuch-Reineck eine neue Petition für das Frauenstimmrecht und erreichte diesmal eine Rekordzahl von Unterschriften, die sogar die geforderte Anzahl Unterschriften für eine Volksinitiative überschritt: 170'397 Unterschriften von Frauen und 78'840 Unterschriften von Männern. Der Katholische Frauenbund distanzierte sich explizit von den Forderungen der anderen Frauenverbände. Auch andere gegnerische Organisationen reagierten, und 1931 nahm die Schweizer Liga gegen das politische Frauenstimmrecht mit einer Eingabe an den Bundesrat «Stellung gegen die Verpolitisierung der Schweizerfrauen». Immer wieder schrieben die Frauen und Männer der Liga, allen voran Emma Rufer, an den Bundesrat und das Parlament und baten sie inständig, von dem Thema abzulassen:

«Die Theorie der politischen Gleichstellung der beiden Geschlechter ist eine vom Ausland importierte Idee. An der Spitze der Frauenstimmrechtsbewegung in der Schweiz steht denn heute auch eine ursprüngliche Ausländerin.
Wir halten dafür, dass in diesen wichtigen Sachen eigentlich nur gebürtige Schweizerinnen den richtigen Einblick haben können; Leute also, die mit dem Wesen unserer Demokratie und unseres Volkes ganz vertraut sind.»

Während der 1930er- und frühen 1940er-Jahre wurden die Bemühungen um das Frauenstimmrecht einmal mehr von den internationalen Ereignissen wie der Weltwirtschaftskrise und dem Zweiten Weltkrieg überschattet. Mehrmals wurden die Frauen während dieser Jahre aufgefordert, die «Demokratie zu schützen», worauf die das Stimmrecht befürwortenden Frauenverbände antworteten, dazu müssten sie zuerst über demokratische Rechte verfügen. Gegen Ende des Zweiten Weltkrieges kam die Frage wieder auf, da insbesondere bürgerliche Frauen im Gegenzug zu ihrem Einsatz im militärischen Frauenhilfsdienst ihre demokratischen Rechte einforderten. Noch während des Krieges wurde das Aktionskomitee gegen das Frauenstimmrecht gegründet:

«Wir erblicken in der Beteiligung der Frau in Partei und Politik eine Gefahr für unsere Familien und für die Einigkeit der Frauen unter sich, die sich besonders in der sehr kritischen Zeit des Überganges vom Krieg zum Frieden ungünstig auswirken könnte.»

Einen weiteren Dämpfer erhielt die Emanzipation der Frauen in der Schweiz in den 1930er Jahren durch den aufkommenden «Kampf gegen das Doppelverdienertum». So war es für verheiratete Frauen verpönt, weiter in ihrem Beruf tätig zu bleiben. In staatlichen Stellen war es sogar verboten, verheiratete Frauen zu beschäftigen, den Lehrerinnen oder Angestelltinnen der Post wurde mit der Heirat die Stelle gekündigt.
1944 verlangte Nationalrat und SPS-Präsident Hans Oprecht in einem Postulat die Einführung des Frauenstimmrechts, weil wichtige frauenpolitische Anliegen auf der politischen Tagesordnung standen: Alters- und Hinterlassenenversicherung, Mutterschaftsversicherung und Familienschutz. Das Postulat wurde vom BSF mit einer Eingabe vom 6. Februar 1945 im Namen von 38 Frauenverbänden unterstützt. Der Schweizerische Gemeinnützige Frauenverein äusserte sich nicht zu der Frage, der Schweizerische Katholische Frauenbund jedoch scherte erstmals aus der konservativen Linie der katholischen Kirche aus und erteilte seinen Mitgliedern Stimmfreigabe. 1945 wurde das Schweizerische Aktionskomitee für Frauenstimmrecht als meinungsbildendes Instrument gegründet. Der dritte Nationale Frauenkongress von 1946 brachte keine neuen Fortschritte.
Die Partei der Arbeit des Kantons Zürich reichte im Dezember 1945 eine Volksinitiative betreffend die politische Gleichberechtigung der Frauen ein, die dem Regierungsrat im März 1946 zur materiellen Antragstellung überwiesen, wegen anderer gleichlautender Beratungen im Parlament (v. a. die Initiative Nägeli, über die in der kantonalen Abstimmung am 30. November 1947 entschieden wurde) aber nicht dem Kantonsrat weitergeleitet wurde. Erst im Mai 1954 wurde vom Regierungsrat unter Paul Meierhans über die Initiative der PdA berichtet und darüber im September 1954 im Kantonsrat unter Hans Pestalozzi beraten – beide Organe empfahlen in ihrer Stellungnahme die Ablehnung der Initiative. Sie gelangte am 5. Dezember 1954 vor das Stimmvolk und wurde (genau wie die Nägeli-Initiative sieben Jahre zuvor) verworfen.
1948 wurden im ganzen Land Feiern zum 100-jährigen Bestehen der Bundesverfassung durchgeführt und die «Schweiz, ein Volk von Brüdern» gefeiert. Die Frauenverbände erklärten das Motto um zu einem «Volk von Brüdern ohne Schwestern» und überreichten dem Bundesrat symbolisch eine Europakarte mit einem schwarzen Fleck in der Mitte. Zu diesem Zeitpunkt hatten alle europäischen Demokratien ausser der Schweiz und Liechtenstein das Frauenwahlrecht eingeführt. Wie zuvor die SAFFA-Schnecke wurde diese symbolische Karte von Kritikern als Zeichen der politischen Unreife der Frauen interpretiert.
Im Jahr 1950 legte der Bundesrat einen Bericht an die Bundesversammlung über das für die Einführung des Frauenstimmrechts einzuschlagende Verfahren vor. 1951 wendete sich der Schweizerische Frauenkreis gegen das Frauenstimmrecht unter der Leitung von Dora Wipf mit einem Schreiben an den Bundesrat:

«Wir glauben also, dass wir guten Gewissens behaupten dürfen, die Mehrheit der Schweizerinnen zu vertreten, wenn wir Sie bitten, die Frage wohl zu erwägen, ob in der heutigen Zeit, da die Frau mit Pflichten aller Art stark belastet ist, man ihr die Übernahme weiterer grosser Pflichtenkreise noch zumuten darf. […] Wir glauben nicht, dass unser Land politisierende Frauen braucht, sondern Mütter, leibliche und geistige Mütter, die mithelfen, dass Hass und Misstrauen überwunden werden. Wir vertreten grundsätzlich den Standpunkt, dass die Einführung überhaupt abzulehnen sei.»

Ein Jahr später, 1952, verlangten Antoinette Quinche, Präsidentin des «Schweizerischen Aktionskomitees für das Frauenstimmrecht», und 1414 Mitstreiterinnen von ihren Gemeinden die Eintragung ins Stimmregister. Mit dem Argument, die jeweiligen Kantonsverfassungen würden Frauen nicht explizit vom Stimmrecht ausschliessen, gingen sie mit ihrer Forderung bis vor Bundesgericht. Wie bereits 1923 wurden sie unter Berufung auf das «Gewohnheitsrecht» abgewiesen.

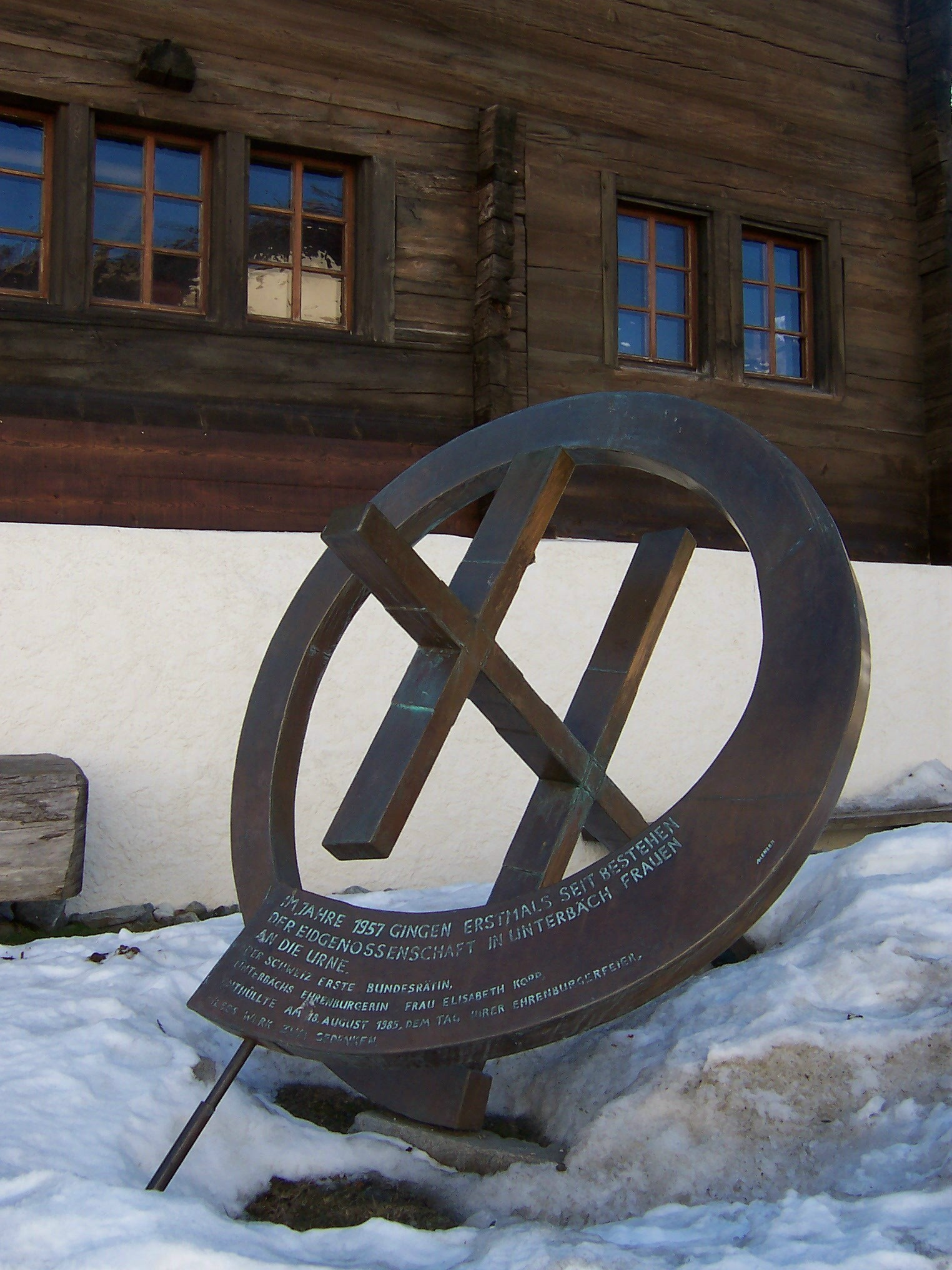
Frauendenkmal in Unterbäch

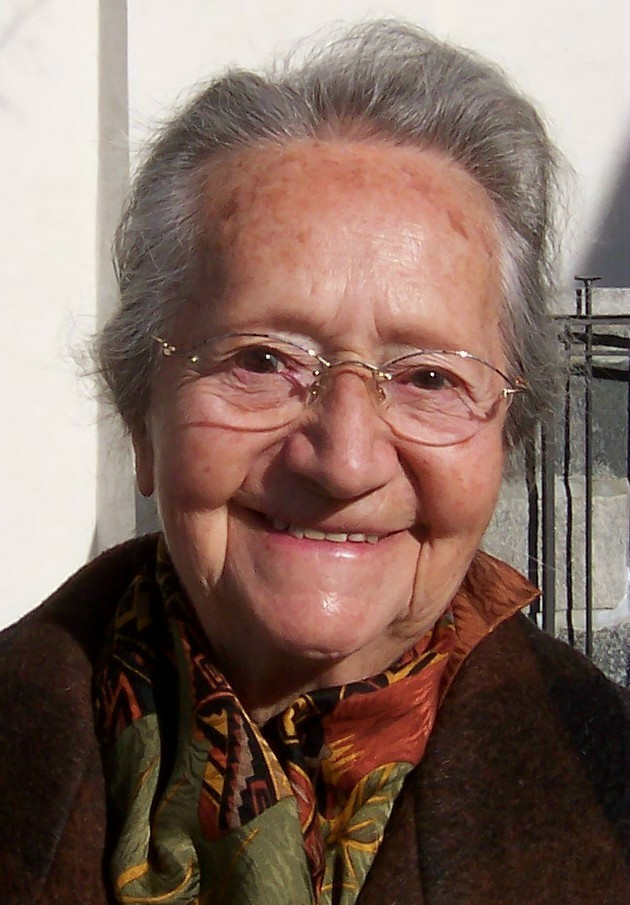
Katharina Zenhäusern (1919–2014)

1957 fand eine Volksabstimmung statt, durch welche der Zivilschutzdienst für alle Schweizer Frauen obligatorisch werden sollte. Während der Abstimmung ereignete sich ein Skandal: Die Frauen der Walliser Gemeinde Unterbäch gingen – unterstützt vom Gemeinderat – abstimmen. Der Gemeinderat erklärte, dass laut Verfassung die Gemeinden gesetzlich zuständig seien, um die Stimmregister aufzustellen. Gemeindepräsident und Grossrat Paul Zenhäusern und der Walliser Nationalrat Peter von Roten waren die Initiatoren der Frauenabstimmung. Daran beteiligten sich 33 der 84 potentiell stimmberechtigten Unterbächer Frauen; Katharina Zenhäusern, Ehefrau des Gemeindepräsidenten von Unterbäch, war die erste Schweizerin überhaupt, die eine Stimmkarte in eine helvetische Abstimmungsurne legte. Die Frauenstimmen, die in einer separaten Urne gesammelt wurden (die Männerstimmen blieben so gültig), mussten annulliert werden, da die Frauenbeteiligung damals noch keine rechtliche Grundlage hatte. Trotzdem schrieb diese erste eidgenössische Abstimmung, an der sich Frauen beteiligten, Schweizer Geschichte, weil sie einen wichtigen Anstoss für die spätere offizielle Einführung des Frauenstimmrechtes gab.
Zur gleichen Abstimmung über die Zivilschutz-Dienstpflicht von Frauen (1957) liess auch die Gemeinde Niederdorf BL die Frauen konsultativ abstimmen, nachdem der Gemeinderat nach zähem Ringen dem Vorschlag des Gemeindepräsidenten Willy Buser 3:2 gefolgt war. Dank dem Dorf-Archivar Paul Roth existiert mittlerweile auch ein kleiner Dokumentarfilm dazu.
Ebenso 1957 führte Unterbäch, als erste Gemeinde der Schweiz, das kommunale Wahl- und Stimmrecht für Frauen ein – trotz Verbot durch den Walliser Staatsrat.
Nachdem der Kanton Basel-Stadt 1957 die drei Bürgergemeinden zur Einführung des Frauenstimmrechts ermächtigt hatte, führte die Bürgergemeinde Riehen am 26. Juni 1958 als erste in der Schweiz das Frauenstimmrecht ein. Im selben Jahr wurde Gertrud Späth-Schweizer in den Bürgerrat und damit als erste Schweizerin in eine politische Körperschaft gewählt.
1958 votierte das Bundesparlament erstmals für die Abhaltung einer Volksabstimmung über die Einführung des Frauenstimmrechts in eidgenössischen Angelegenheiten, der Antrag des Bundesrates wurde im Nationalrat mit 96 : 43 Stimmen und im Ständerat mit 26 : 12 Stimmen angenommen.
Im gleichen Jahr fand einerseits die Zweite Schweizerische Ausstellung zur Frauenarbeit SAFFA statt, andererseits erschien das umstrittene Buch Frauen im Laufgitter von Iris von Roten. Verschiedene Seiten sahen den Grund für das Scheitern der Abstimmung von 1959 in dieser Publikation. Nachdem sich die Westschweizer und Deutschschweizer Sektionen der Katholischen Frauenvereine für das Frauenstimmrecht ausgesprochen hatten, gab der SKF die Ja-Parole für die geplante Abstimmung heraus und propagierte das Frauenstimmrecht in den katholischen Organisationen.
Kurz vor der Abstimmung formierte sich eine neue gegnerische Organisation, das Schweizerische Aktionskomitee gegen die Verfassungsvorlage über die Einführung des Frauenstimmrechts im Bund, das argumentierte:

«Die Vorlage missachtet mit der blossen Kopierung ausländischer Wahlrechtsverhältnisse die Besonderheiten unserer direkten Referendumsdemokratie, in welcher der Stimmbürger nicht nur wählt, sondern dauernd über oft recht schwierige Sachfragen entscheiden muss.»

### Eidgenössische Volksabstimmung 1959

Ergebnisse der Volksabstimmung vom 1. Februar 1959 zur Einführung des Frauenstimmrechts

Am 1. Februar 1959 scheiterte die erste Volksabstimmung über das eidgenössische Frauenstimmrecht mit einer Stimmbeteiligung von 67 Prozent am Volks- (33 Prozent : 67 Prozent) und Ständemehr (3 : 16 + 6/2 Kantone). Protestaktionen und Frauenstreiks in der ganzen Schweiz waren die Folge. Einzig in den welschen Kantonen Waadt, Neuenburg und Genf sprach sich eine Mehrheit für das Frauenstimmrecht aus. Für die Annahme ausgesprochen hatte sich die SP, die PdA sowie der LdU, dagegen ausgesprochen hatte sich die BGB (aus der später die SVP hervorging). Die CVP und die FDP hatten die Stimmfreigabe beschlossen.
| Kanton                           | Ja (%) | Nein (%) | Beteiligung (%) |
| -------------------------------- | ------ | -------- | --------------- |
| Aargau                           | 22,8   | 77,2     | 84,9            |
| Appenzell Ausserrhoden           | 15,5   | 84,5     | 73,4            |
| Appenzell Innerrhoden            | 4,9    | 95,1     | 60,3            |
| Basel-Landschaft                 | 37,3   | 62,7     | 63,1            |
| Basel-Stadt                      | 46,8   | 53,2     | 54,4            |
| Bern                             | 35,5   | 64,5     | 62,2            |
| Freiburg                         | 29,8   | 70,2     | 58,7            |
| Genf                             | 60,0   | 40,0     | 45,0            |
| Glarus                           | 19,1   | 80,9     | 70,7            |
| Graubünden                       | 22,4   | 77,6     | 67,8            |
| Luzern                           | 21,3   | 78,7     | 69,9            |
| Neuenburg                        | 52,2   | 47,8     | 64,4            |
| Nidwalden                        | 19,5   | 80,5     | 71,8            |
| Obwalden                         | 14,3   | 85,7     | 62,6            |
| Schaffhausen                     | 31,9   | 68,1     | 86,6            |
| Schwyz                           | 14,2   | 85,8     | 65,6            |
| Solothurn                        | 30,0   | 70,0     | 70,2            |
| St. Gallen                       | 19,3   | 80,7     | 75,0            |
| Tessin                           | 37,1   | 62,9     | 56,8            |
| Thurgau                          | 19,9   | 80,1     | 78,6            |
| Uri                              | 14,6   | 85,4     | 71,2            |
| Waadt                            | 51,3   | 48,7     | 54,4            |
| Wallis                           | 30,5   | 69,5     | 55,4            |
| Zug                              | 24,3   | 75,7     | 65,0            |
| Zürich                           | 36,2   | 63,8     | 77,1            |
| Schweizerische Eidgenossenschaft | 33,1   | 66,9     | 66,7            |

Aus Protest gegen die Ablehnung des Frauenstimmrechts trat eine Gruppe Basler Pädagoginnen für einen Tag in den Streik.

### Kantonale Einführungen vor und nach 1959
Die Befürworterinnen konnten jedoch auf kantonaler Ebene erste Erfolge verzeichnen: Am 1. Februar 1959 nahm der Kanton Waadt als erster das Frauenstimmrecht an. Es folgten die Kantone Neuenburg (27. September 1959) und Genf (6. März 1960) sowie als erste Kantone der Deutschschweiz Basel-Stadt (26. Juni 1966) und Basel-Landschaft (23. Juni 1968). Ebenfalls noch vor der Einführung des eidgenössischen Frauenstimmrechts wurde den Frauen in den Kantonen Tessin (19. Oktober 1969), Wallis (12. April 1970), Luzern (25. Oktober 1970) und Zürich (15. November 1970) das Stimm- und Wahlrecht auf kantonaler Ebene erteilt.
Schon zuvor war in manchen Kantonen das aktive und zum Teil auch passive Frauenstimmrecht in kirchlichen und schulischen Angelegenheiten eingeführt worden. In den Kantonen Genf, Waadt, Basel-Stadt, Bern, Aargau, Thurgau und Graubünden waren Regelungen zum kirchlichen Frauenstimmrecht bereits in der Zwischenkriegszeit erlassen worden; in der Nachkriegszeit folgte beispielsweise der Kanton Zürich mit dem Frauenstimmrecht in Schule und Kirche im Jahr 1963. Im Kanton Graubünden wurden 1962 die Gemeinden ermächtigt, das Frauenstimmrecht einzuführen, was erstmals 1968 von Chur, Landarenca, Marmorera, Pontresina und Sils i. D. umgesetzt wurde. 1983 – 13 Jahre nach der Einführung auf kantonaler Ebene – wurde es durch kantonales Gesetz auch in den letzten 13 Gemeinden, die es noch nicht kannten, eingeführt.

### 1959–1971: Endphase
Nach der verlorenen Abstimmung 1959 wurde der Bund der Schweizerinnen gegen das Frauenstimmrecht gegründet. Der Verein argumentierte damit, dass die Frauen aufgrund ihrer biologischen Verschiedenheit durch ihre politische und rechtliche Gleichstellung benachteiligt würden. Im Laufe des Jahres 1965 gab es mehrere parlamentarische Motionen zur Einführung des Frauenstimmrechts auf eidgenössischer Ebene. Die rechtlichen Voraussetzungen für den Beitritt der Schweiz zur Europäischen Menschenrechtskonvention mussten geschaffen werden. Trotzdem verhielt sich der Bundesrat zögerlich.
In den Folgejahren wurden immer wieder Motionen an den Bundesrat gestellt. Dann erreichten die Jugendunruhen von 1968 auch die Schweiz und die Schweizer Frauenbewegung. Junge Feministinnen gingen auf Konfrontationskurs und veranstalteten Protestaktionen und Demonstrationen im ganzen Land. Da ihnen der Schweizerische Verband für Frauenstimmrecht zu wenig radikal war – sie bezeichneten diesen als «gemütlich» –, gründeten sie die Frauenbefreiungsbewegung (FBB), eine radikalfeministische Vereinigung junger Frauen.
Am 1. März 1969 fand der Marsch auf Bern statt: 5000 Frauen und Männer demonstrierten vor dem Bundeshaus in Bern. Sie stimmten der Resolution von Emilie Lieberherr mit grossem Applaus zu:

«Die hier versammelten Schweizerinnen fordern das volle Stimm- und Wahlrecht auf eidgenössischer und kantonaler Ebene und in den Gemeinden. Die Konvention des Europarates zum Schutze der Menschenrechte und Grundfreiheiten darf erst unterzeichnet werden, wenn bezüglich des Stimm- und Wahlrechts kein Vorbehalt mehr nötig ist.
Die rechtliche Gleichstellung der Geschlechter ist eine wichtige Voraussetzung für die Verwirklichung der Menschenrechte. Sämtliche vorgeschlagenen Vorbehalte stellen die Glaubwürdigkeit unseres Landes als Rechtsstaat und Demokratie in Frage.
Wir fordern deshalb alle gutgesinnten Politiker und Stimmbürger auf, das Frauenstimm- und Wahlrecht im Bund, in den Kantonen und in allen Gemeinden so rasch als möglich zu verwirklichen.»

Die Zahl von 5000 Demonstrierenden erscheint heute gering, hat die Politiker der damaligen Zeit jedoch ziemlich erschreckt. Inzwischen opponierten nämlich nicht allein die radikalen Stimmrechtsvereine und die FBB, sondern auch die konservativen Frauenorganisationen Gemeinnütziger Frauenverein, Landfrauenverband, Katholischer und Evangelischer Frauenbund.
Durch Häuserbesetzungen und kämpferische Protestaktionen machte die FBB auf sich aufmerksam. Die Gruppierung wurde vom Frauenstimmrechtsverein scharf kritisiert, da befürchtet wurde, die Aktionen könnten «der Sache» schaden. Grosse Teile der Öffentlichkeit, insbesondere junge Menschen, begrüssten hingegen die schärfere Gangart der FBB.

Ballon mit dem Slogan: «Den Frauen zuliebe – für ein männliches JA»

Nun folgte ein langwieriges politisches Hin und Her zwischen Bundesrat, Nationalrat und Ständerat, bis eine allgemein anerkannte Abstimmungsvorlage zur Einführung des Frauenstimmrechts erarbeitet war. Derweil gingen die Protestaktionen der FBB weiter. Der Abstimmungskampf selber verlief relativ ruhig. Alle Regierungsparteien und die beiden einflussreichen Verbände Gewerkschaftsbund und Bauernverband hatten die Ja‑Parole herausgegeben.

Der Slogan und das Plakat der Abstimmungskampagne «Den Frauen zuliebe – für ein männliches JA» wurde von Doris Gisler Truog verantwortet. 

Ergebnisse der Volksabstimmung vom 7. Februar 1971 zur Einführung des Frauenstimmrechts

123 Jahre nach der Bundesverfassung von 1848 gewährten die Schweizer Männer den Frauen aktives und passives Wahlrecht und Stimmrecht bei politischen Entscheidungen. Am 7. Februar 1971 wurde die Vorlage vom männlichen Stimmvolk mit 621'109 gegen 323'882 Stimmen (65,7 Prozent Ja) und von 15 ½ Ständen gegen 6 ½ Stände angenommen. Mehrheitlich gegen die Einführung stimmten Kantone der deutschsprachigen Ost- und Innerschweiz: Appenzell Innerrhoden, Appenzell Ausserrhoden, Uri, St. Gallen, Thurgau, Glarus, Schwyz und Obwalden.
Im Gegensatz zur ersten Abstimmung beschlossen dieses Mal alle grossen Parteien die Ja-Parole.
| Kanton                           | Ja (%) | Nein (%) | Beteiligung (%) | Ja (Anzahl) | Nein (Anzahl) |
| -------------------------------- | ------ | -------- | --------------- | ----------- | ------------- |
| Aargau                           | 50,2   | 49,8     | 72,9            | 39.469      | 39.229        |
| Appenzell Ausserrhoden           | 39,9   | 60,1     | 65,4            | 3.485       | 5.253         |
| Appenzell Innerrhoden            | 28,9   | 71,1     | 52,5            | 574         | 1.141         |
| Basel-Landschaft                 | 79,9   | 20,1     | 50,4            | 21.229      | 5.353         |
| Basel-Stadt                      | 82,2   | 17,8     | 51,2            | 27.480      | 5.962         |
| Bern                             | 66,5   | 33,5     | 51,3            | 95.482      | 48.028        |
| Freiburg                         | 71,1   | 28,9     | 53,8            | 19.405      | 7.888         |
| Genf                             | 91,1   | 8,9      | 56,4            | 38.135      | 3.738         |
| Glarus                           | 41,3   | 58,7     | 62,9            | 2.692       | 3.823         |
| Graubünden                       | 54,8   | 45,2     | 55,3            | 12.746      | 10.557        |
| Luzern                           | 62,7   | 37,3     | 60,1            | 29.454      | 17.511        |
| Neuenburg                        | 82,0   | 18,0     | 57,4            | 20.205      | 4.426         |
| Nidwalden                        | 55,8   | 44,2     | 68,1            | 2.703       | 2.141         |
| Obwalden                         | 46,7   | 53,3     | 50,7            | 1.668       | 1.902         |
| Schaffhausen                     | 56,7   | 43,3     | 80,1            | 8.252       | 6.296         |
| Schwyz                           | 42,2   | 57,8     | 57,5            | 5.945       | 8.136         |
| Solothurn                        | 64,1   | 35,9     | 58,4            | 22.030      | 12.331        |
| St. Gallen                       | 46,5   | 53,5     | 60,2            | 27.042      | 31.113        |
| Tessin                           | 75,3   | 24,7     | 47,5            | 20.808      | 6.438         |
| Thurgau                          | 44,1   | 55,9     | 67,3            | 13.464      | 17.046        |
| Uri                              | 36,3   | 63,7     | 71,6            | 2.477       | 4.340         |
| Waadt                            | 83,9   | 16,1     | 51,0            | 55.849      | 10.689        |
| Wallis                           | 79,9   | 20,1     | 53,3            | 24.479      | 6.127         |
| Zug                              | 59,9   | 40,1     | 66,3            | 6.699       | 4.483         |
| Zürich                           | 66,8   | 33,2     | 62,3            | 119.631     | 59.375        |
| Schweizerische Eidgenossenschaft | 65,7   | 34,3     | 57,73           | 621.403     | 323.596       |

«Endlich, endlich, endlich […] Von mir fallen Zentner. Die Aufgabe, die seit bald hundert Jahren ungelöst von einer Generation zur anderen tradiert wurde, hat in der letzten ‹Männerabstimmung› vom 7. Februar 1971 ihre glanzvolle Erfüllung gefunden.
Fortan wird es nur noch Volksabstimmungen geben im wahren Sinn des Wortes.»

Im internationalen Vergleich wurde die politische Gleichberechtigung zwischen Mann und Frau in der Schweiz spät eingeführt. In Neuseeland gilt das Frauenwahlrecht seit 1893, in Deutschland seit 1919, in den Vereinigten Staaten seit 1920. Noch später als die Schweiz führten Portugal am 15. November 1974 sowie das Fürstentum Liechtenstein am 1. Juli 1984 das allgemeine Frauenstimm- und -wahlrecht ein.

## Die ersten Parlamentswahlen mit Frauen
Bei den eidgenössischen Wahlen vom 31. Oktober 1971 waren somit erstmals Frauen wahlberechtigt und wählbar. Elf Frauen wurden in den Nationalrat gewählt, was bei 200 Mandataren einen Frauenanteil von 5,5 Prozent ausmachte:
Elisabeth Blunschy (1922–2015), CVP; Tilo Frey (1923–2008), FDP; Hedi Lang (1931–2004), SP; Josi Meier (1926–2006), CVP; Gabrielle Nanchen (* 1943), SP; Martha Ribi (1915–2010), FDP; Hanna Sahlfeld-Singer (* 1943), SP; Liselotte Spreng (1912–1992), FDP; Hanny Thalmann (1912–2000), CVP; Lilian Uchtenhagen (1928–2016), SP; Nelly Wicky (1923–2020), PdA
Als einzige Frau wurde die Freisinnige Lise Girardin (1921–2010), FDP, vom Kanton Genf in den Ständerat gewählt, sie war auch die erste Stadtpräsidentin (Genf; 1968, 1972 und 1975) der Schweiz.
In den ersten Jahren im Parlament kämpften die National- und Ständerätinnen mit der auf Männer ausgerichteten Infrastruktur im Bundeshaus wie fehlenden Frauentoiletten sowie mit offenem und verstecktem Sexismus.

Elisabeth Blunschy
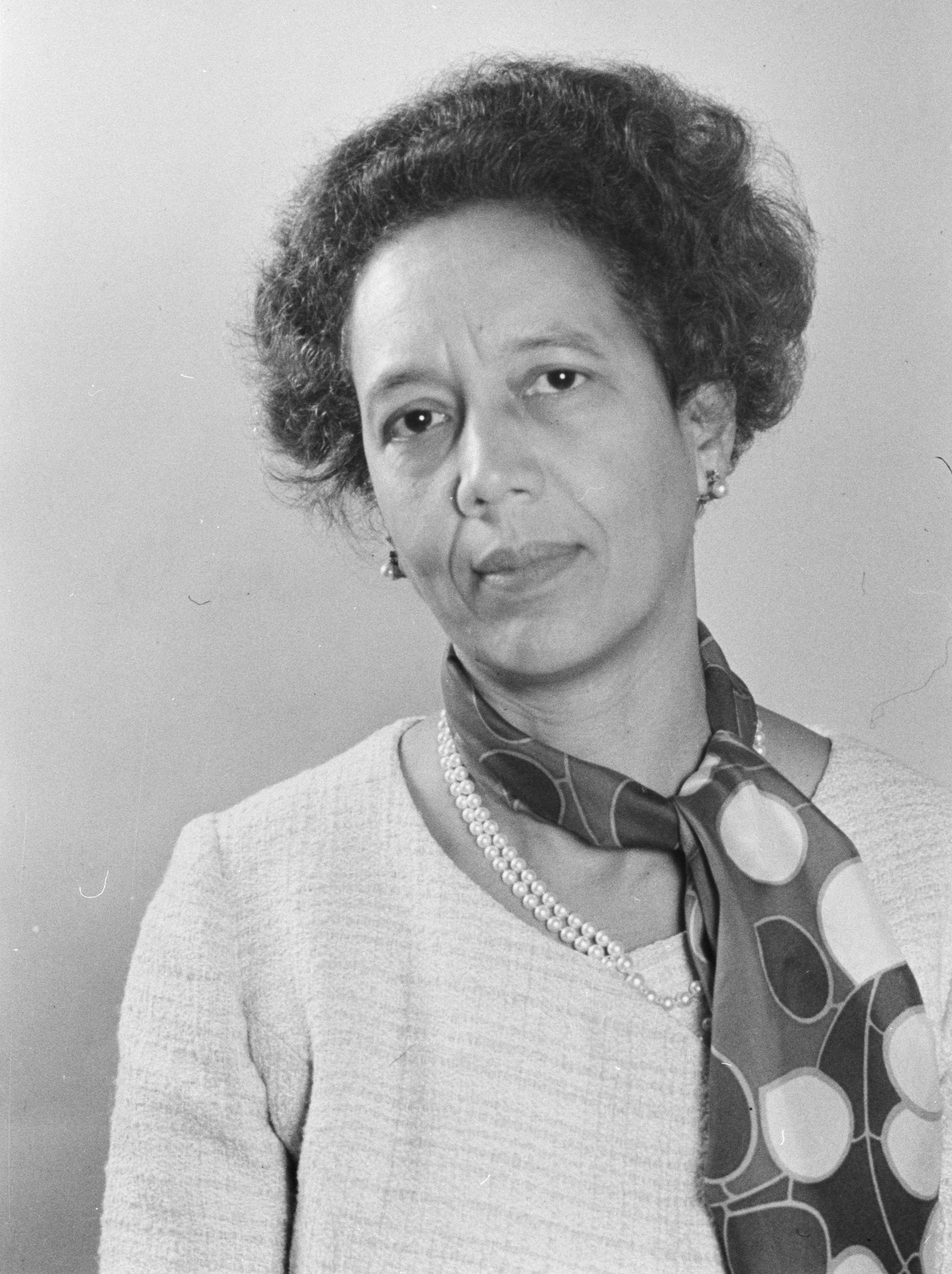
Tilo Frey
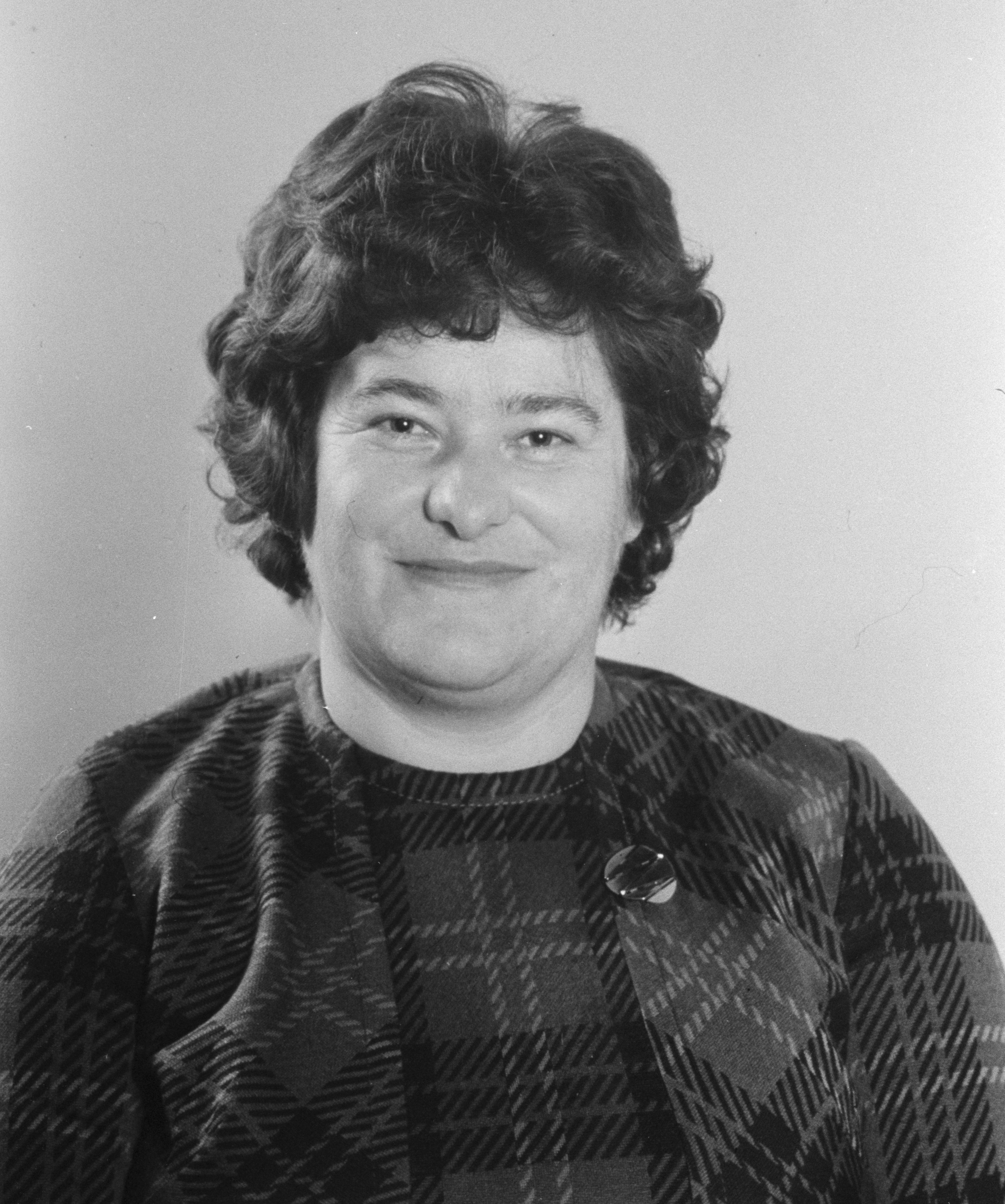
Hedi Lang
Josi Meier
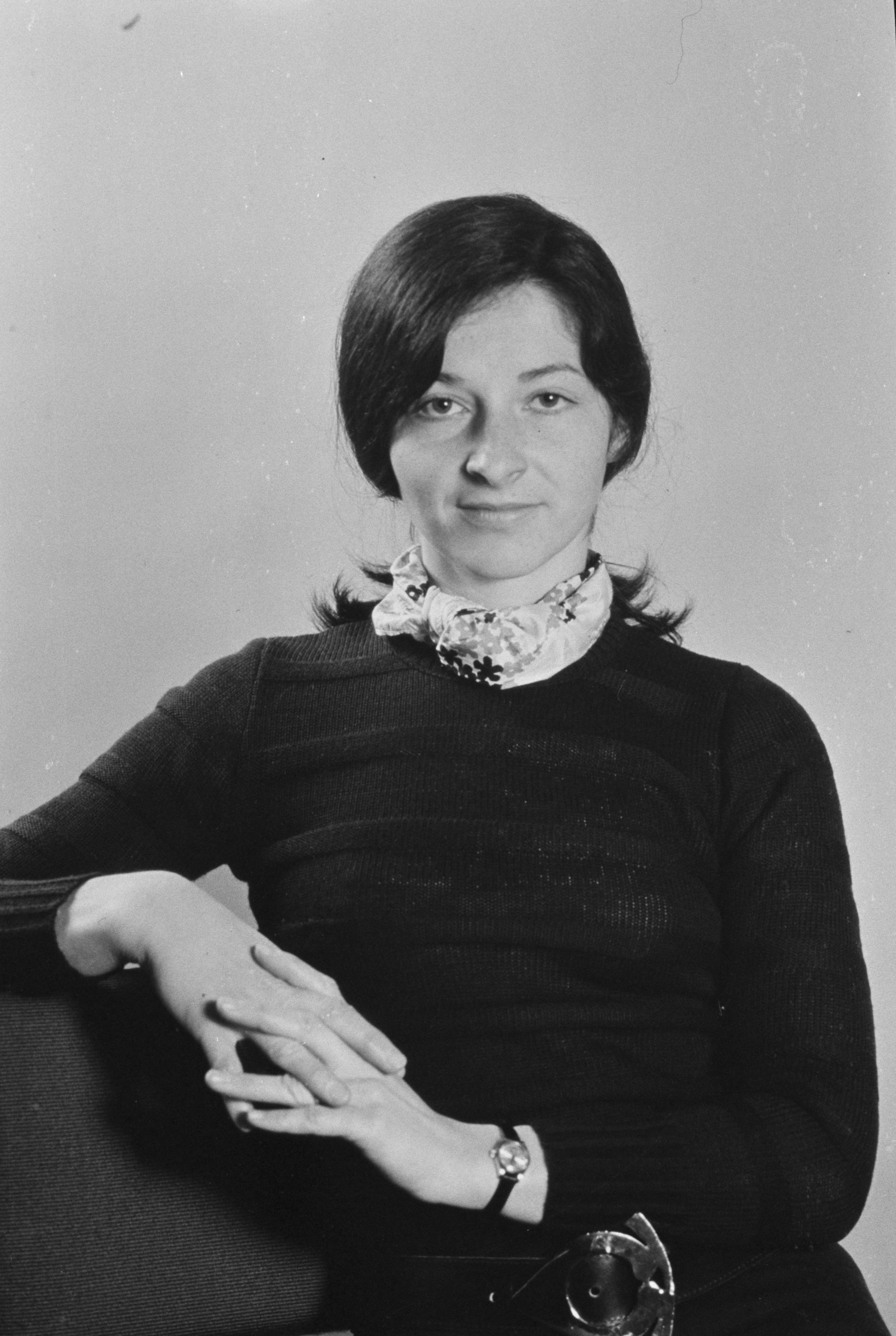
Gabrielle Nanchen
Martha Ribi
Hanna Sahlfeld
Liselotte Spreng
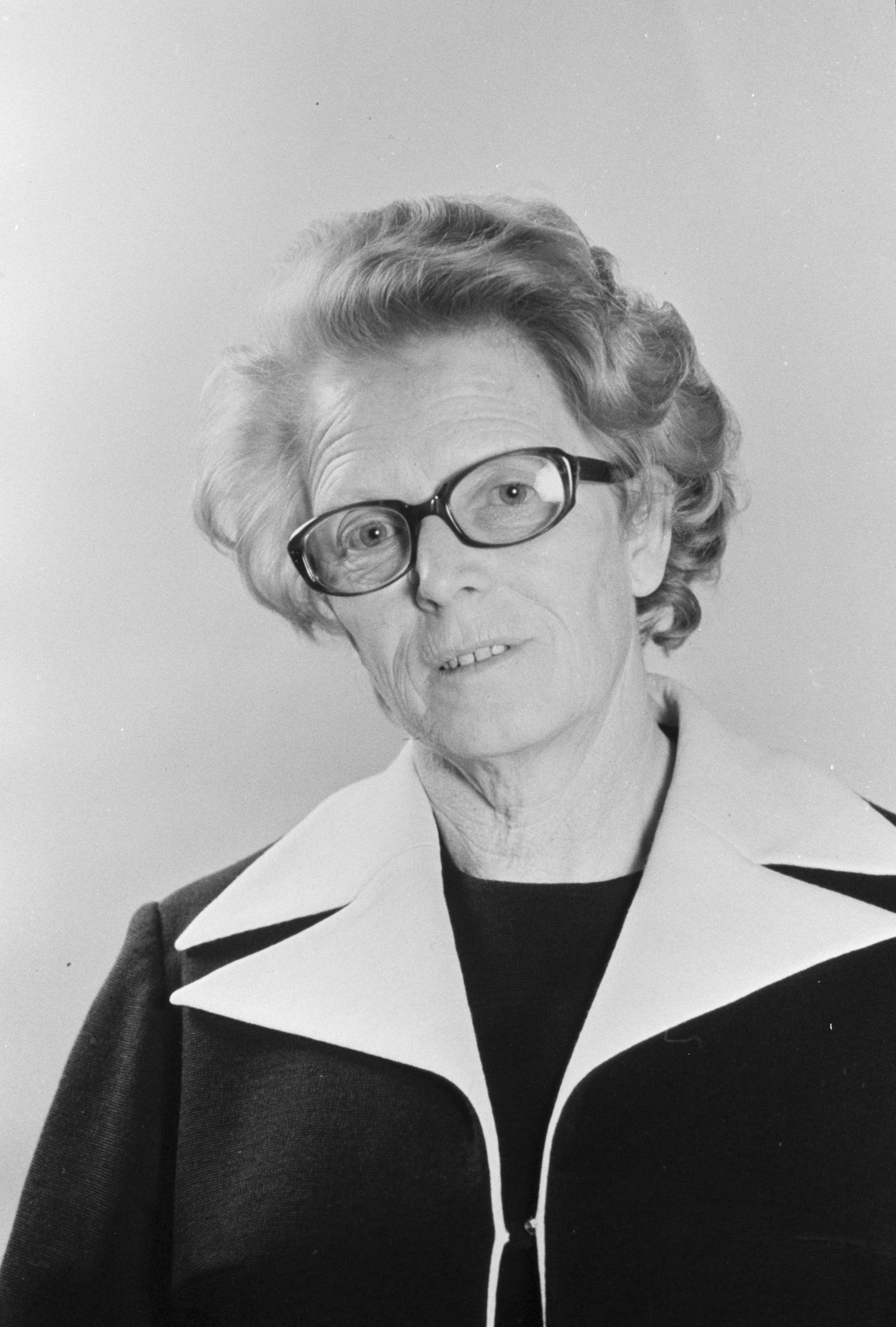
Hanny Thalmann
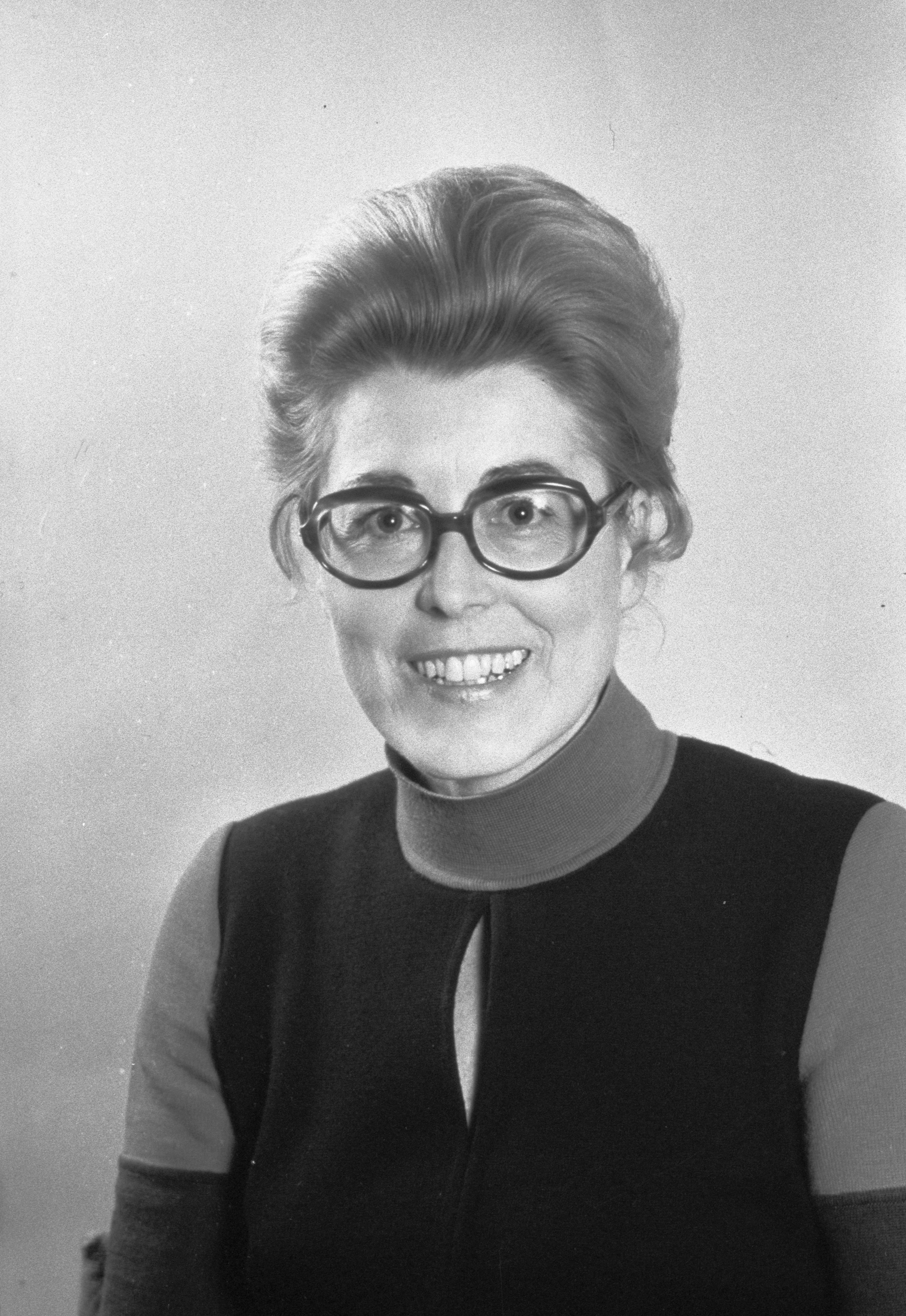
Lilian Uchtenhagen
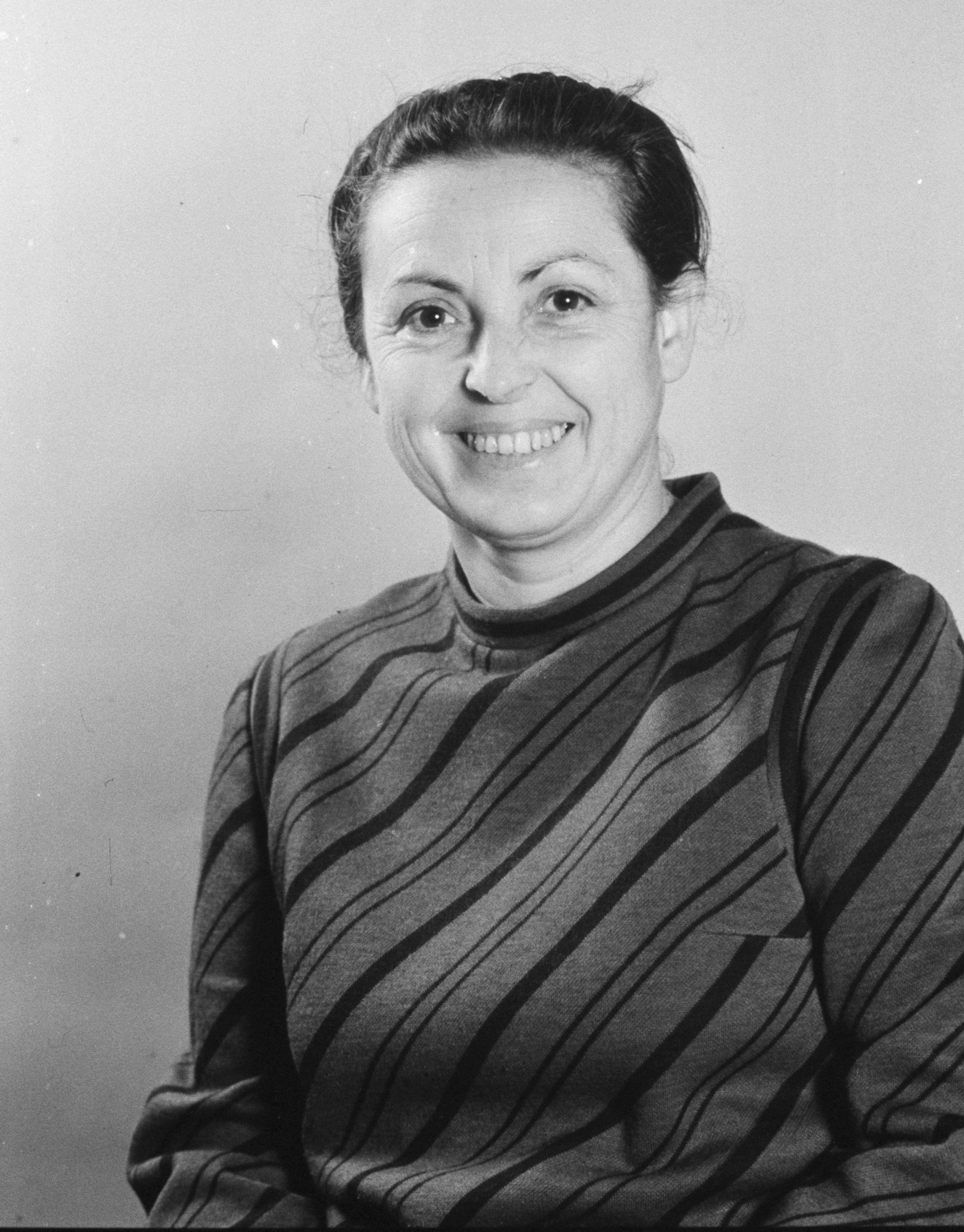
Nelly Wicky
Lise Girardin (Ständerätin)

## Schwerpunkte der Diskussion
Im Folgenden werden die Begründungen, die insbesondere während der Abstimmungskampagnen für oder gegen eine Einführung des Frauenstimmrechts angeführt wurden, noch einmal zusammengefasst:
Die befürwortenden Argumente zeichneten sich insgesamt durch ihre starke Bezugnahme auf grundlegende politische Prinzipien und rechtliche Normen aus. Eine der wichtigsten war Artikel 1 der Schweizer Bundesverfassung von 1848, der ohne Qualifikation besagte: «Alle Schweizer sind vor dem Gesetz gleich.» Ergänzend konnten die Befürworter auf die Menschenrechte verweisen, die allen Menschen und damit also auch Frauen ein Stimm- und Wahlrecht zusprechen. Mit dem Grundsatz, dass in einer Demokratie mit der Pflicht, die Gesetze eines Landes zu befolgen, auch das Recht einhergehen müsse, selbige Gesetze mitzubeschliessen, konnten sie zudem auf eine wichtige rechtsphilosophische Position verweisen. Das von den Gegnern vorgebrachte Gegenargument, Frauen könnten dies ja bereits über die Einflussnahme auf ihre Männer tun, wurde in charakteristischer Weise wieder mit Rückgriff auf einen allgemeinen Grundsatz abgelehnt, wonach die Ausübung von Rechten nicht vom guten Willen Dritter abhängen darf.
Die Gegner des Frauenstimmrechts argumentierten dagegen mit Argumenten, die zum einen die Notwendigkeit einer Neuerung in Zweifel zogen, zum anderen aber vor den zu erwartenden, vermeintlich negativen Folgen des Frauenwahlrechts warnten.
Im ersteren Sinne wurde etwa angeführt, die Idee eines Frauenwahlrechts sei eine aus dem Ausland importierte, unschweizerische Idee, die auch von der grossen Mehrheit der Schweizer Frauen abgelehnt werde, welche an einem Stimmrecht gar nicht interessiert seien, zumal jede Frau ihre Meinung indirekt über ihren Mann zum Ausdruck bringen könne.
Ein weiterer Aspekt kam in der Vorstellung zum Ausdruck, Politik sei ein schmutziges Geschäft, in dem Frauen es zu schwer haben würden, die Achtung der Gesellschaft zu wahren. Ihre Einbeziehung in politische Entscheidungen werde so unweigerlich zum Verlust ihrer Weiblichkeit führen, während die Abhängigkeit von ihren Männern durch die Einführung des Stimmrechts nur gegen neue Abhängigkeiten eingetauscht werde.
Daneben wurde aber auch die negative Einwirkung auf Männer herausgestellt, die aufgrund der Bevölkerungsmehrheit der Frauen unweigerlich diskriminiert werden würden. Eine wichtige Rolle spielte dabei der nur für Männer verbindliche Militärdienst, der diese ohnehin benachteilige – ein Argument, welches von Befürworterseite meist mit dem Hinweis auf den freiwilligen Fraueneinsatz im militärischen Hilfsdienst gekontert wurde.
Schliesslich wurde auch die kategorische Auffassung vertreten, der Staat selbst sei seinem Wesen nach eine männliche Institution, die von Frauen daher ihrer Natur gemäss nicht in der notwendigen Tiefe verstanden werden könne.

## Verfassungsartikel zum Stimm- und Wahlrecht

### Bundesverfassung 1874
Der Artikel wurde am 7. Februar 1971 in veränderter Form in der Verfassung verankert:
Bei eidgenössischen Abstimmungen und Wahlen haben Schweizer und Schweizerinnen die gleichen politischen Rechte und Pflichten.

Das Alter wurde 1991 auf 18 Jahre gesenkt.

## Auswahl beteiligter Personen
| Befürworter | Gegner |
| --- | --- |
| | |
| - Marcel Beck (1971) - Marie Goegg-Pouchoulin - Marthe Gosteli - Emilie Gourd - Gertrud Heinzelmann - Carl Hilty - Léonard Jenni - Elisabeth Kopp - Emilie Lieberherr - Antoinette Quinche - Julie von May von Rüed - Helene von Mülinen - Elisabeth Pletscher - Iris von Roten - Peter von Roten - Meta von Salis-Marschlins - Gertrud Spiess - Clara Stockmeyer - Paul Zenhäusern | - Franz Arnold - Marcel Beck (1959) - Jakob Bircher - Heinrich Häberlin - Gertrud Haldimann - Verena Keller - Emil Rahm - Emma Rufer - Josephine Steffen - Dora Wipf |

## 50 Jahre nach 1971

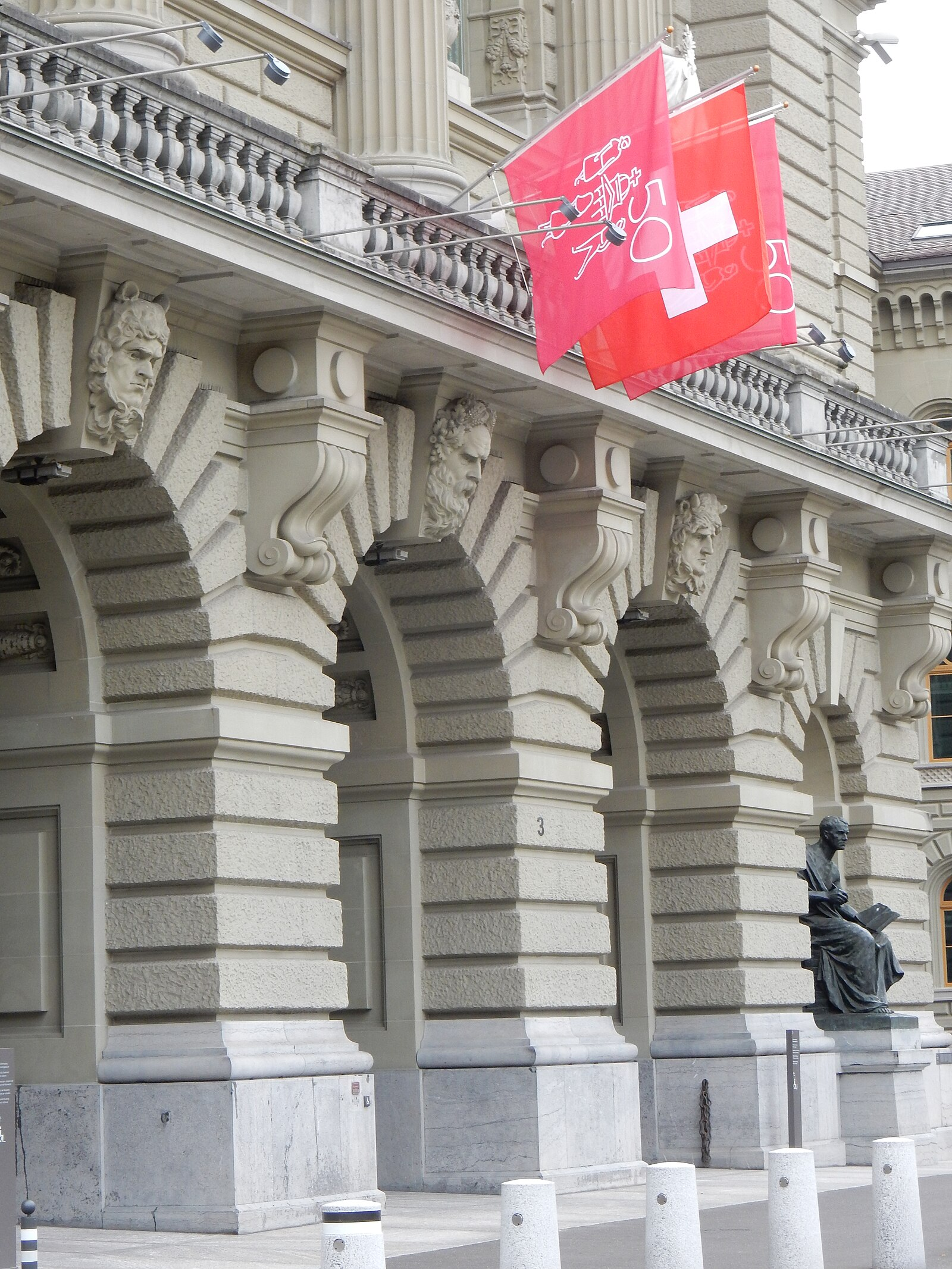
50 Jahre Frauenstimmrecht in der Schweiz: Fahnen zur Erinnerung am Bundeshaus vom 6. Februar 2021

Im Jahr 2021 wurde der historischen Abstimmung von 1971 in vielfältiger Form gedacht. So beispielsweise mit einer Ausstellung namens Hommage 2021 in der Altstadt von Bern mit 52 Porträts von Frauen aus allen Kantonen. Ebenso erschienen Buchpublikationen zum Thema. Wegen der damaligen Ansteckungsgefahr durch COVID-19 konnten jedoch viele Veranstaltungen nicht wie geplant stattfinden. Im Frühling 2023 konnte die vom Verein «Hommage2021» erstellte Projektion schliesslich im Rahmen einer Ausstellung im Zürcher Landesmuseum einem grösseren Publikum vorgeführt werden.

## Frauenstimmrecht auf kantonaler Ebene
Bei Einführung des eidgenössischen Frauenstimmrechts (7. Februar 1971) hatten neun Kantone bereits ein kantonales Frauenstimmrecht eingeführt, etliche weitere folgten in den Jahren 1971 und 1972. Bei seiner Gründung am 1. Januar 1979 nahm Jura das Frauenstimmrecht mit (vorher Teil des Kantons Bern). Appenzell Innerrhoden war der letzte Kanton, in dem das Frauenstimmrecht eingeführt worden ist, und zwar erst mit dem Frauenstimmrecht-Entscheid des Bundesgerichts, gegen den Willen der (männlichen) Stimmbürger an der Landsgemeinde vom 29. April 1990. Die bestehende kantonale Regelung wurde erstmals als Verstoss gegen die Bundesverfassung erklärt.
| Datum              | Kantone |
| ------------------ | --- |
| 1. Februar 1959    | Waadt |
| 27. September 1959 | Neuenburg |
| 6. März 1960       | Genf (Die erste Frau im Kanton Genf, die von ihrem passiven Wahlrecht Gebrauch machte, war Renée Pellet. Sie wurde 1960 zur stellvertretenden Bürgermeisterin von Meyrin gewählt. Sie war die erste Frau, die in der Schweiz ein Exekutivamt übernahm.) |
| 26. Juni 1966      | Basel-Stadt |
| 23. Juni 1968      | Basel-Landschaft |
| 19. Oktober 1969   | Tessin |
| 12. April 1970     | Wallis |
| 25. Oktober 1970   | Luzern |
| 15. November 1970  | Zürich |
| 7. Februar 1971    | Einführung auf Bundesebene |
| 7. Februar 1971    | Aargau, Freiburg, Schaffhausen, Zug |
| 2. Mai 1971        | Glarus (an der Landsgemeinde) |
| 6. Juni 1971       | Solothurn |
| 12. Dezember 1971  | Bern (auch der ab dem 1. Januar 1979 von Bern abgespaltene Jura), Thurgau |
| 23. Januar 1972    | St. Gallen |
| 30. Januar 1972    | Uri |
| 5. März 1972       | Schwyz, Graubünden |
| 30. April 1972     | Nidwalden (an der Landsgemeinde) |
| 24. September 1972 | Obwalden |
| 30. April 1989     | Appenzell Ausserrhoden (an der Landsgemeinde) |
| 27. November 1990  | Appenzell Innerrhoden (Frauenstimmrecht-Entscheid des Bundesgerichts) |

## Film
- Dokumentarfilm „Männer im Ring“ (Schweiz 1990, Regie: Erich Langjahr)
- Filmdrama „Die göttliche Ordnung“ (Schweiz 2017, Regie: Petra Volpe)
- Dokumentarfilm „Das katholische Korsett – oder der mühevolle Weg zum Frauenstimmrecht“ über die Innerschweiz (Schweiz 2021, Regie: Beat Bieri & Jörg Huwyler)